# Портрет у чорних тонах
Портрет у чорних тонах (англ. Portrait in Black) — американський кримінальний трилер режисера Майкла Гордона 1960 року.

## Сюжет
Хворий і немічний багатющий судновласник Метью Кебот стає страшним тягарем для своєї другої дружини Шейли. Вона не може розірвати остогидлий шлюб через маленького сина, який любить обидвох батьків. Шейла знаходить розраду в обіймах лікаря свого чоловіка Девіда Рівера. Цей дует знаходить тільки один вихід, при якому вони будуть щасливі обоє… Портрет в чорних тонах.

## У ролях
- Лана Тернер — Шейла Кебот
- Ентоні Куінн — доктор Девід Рівера
- Річард Бейсхарт — Говард Мейсон
- Сандра Ді — Кеті Кебот
- Джон Сексон — Блейк Річардс
- Рей Волстон — Кобб
- Вірджинія Грей — міс Лі
- Анна Мей Вонг — Тоні
- Денніс Кохлер — Пітер Кебот
- Ллойд Нолан — Метью Кебот